# Американський фізіологічний журнал
Американський фізіологічний журнал (АФЖ) (англ. American Journal of Physiology, AJP) — це рецензований науковий журнал з фізіології, видається американським фізіологічним товариством.
Томи 1898-1941 і 1948-56 років включають наукові записки товариства, включаючи тези доповідей щорічних зустрічей від 10-ї по 53-ю і тези доповідей  осінніх засідань 1948-56 років.

## Піджурнали
Американський журнал фізіології має сім піджурналів; за даними на 2013 рік журнал цитата повідомлення їхній фактор впливу варіюються від 3.300 до 4.088:
- АФЖ - Фізіологія клітини
- АФЖ - Ендокринологія та обмін речовин
- АФЖ - Фізіологія кишкового тракту і печінки
- АФЖ - Фізіологія серця і кровообігу
- АФЖ - Фізіологія легеневих клітин та молекулярна фізіологія
- АФЖ - Регулятивна, інтегративна та порівняльна фізіологія
- АФЖ - Ренальна фізіологія

## Ланки
- Офіційний сайт